# Collettea humbolti
Collettea humbolti is een naaldkreeftjessoort uit de familie van de Colletteidae. De wetenschappelijke naam van de soort is voor het eerst geldig gepubliceerd in 2000 door Larsen.